# Iring von Reinstein-Homburg

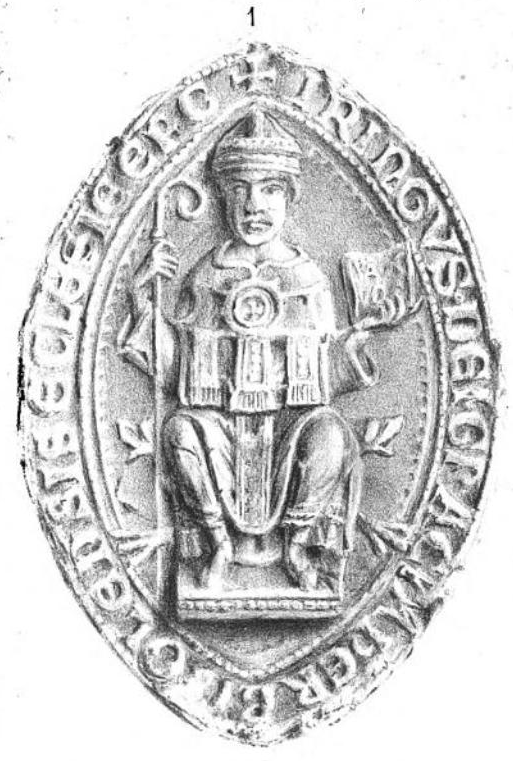
Siegel des Bischofs Iring von Reinstein-Homburg

Iring von Reinstein-Homburg († 2. November 1265 wahrscheinlich in Würzburg) war von 1254 bis zu seinem Tode Bischof von Würzburg.

## Iring im Familienkontext
Iring stammt aus dem Ministerialengeschlecht der Familie von Reinstein, die Würzburger Burgleute in Homburg am Main waren.

## Streit um den Bischofsstuhl
Iring erschien am 19. Dezember 1240 erstmals urkundlich als Würzburger Domherr, seine Erwähnungen setzten in den Jahren 1241 bis 1246 allerdings wieder aus, nochmals erwähnt wurde er 1252 und 1253. 1241 ist er als Pfarrer von Oberschwarzach bezeugt.
Auch wenn nach dem Tod von Hermann I. von Lobdeburg das Domkapitel mit einer schnellen und einstimmigen Wahl von Iring von Reinstein-Homburg als neuen Bischof Tatsachen schuf, ging dieser Wahl ein Konflikt voraus, der den Amtsantritt und die Weihe Irings erschwerte. Heinrich von Leiningen, Kanzler von König Wilhelm von Holland, sollte mit einem Bistum versorgt werden. Der Abt von Eußertal und der Bischof von Konstanz sollten dies durchsetzen, notfalls auch gegen den Willen des Domkapitels. Aus diesem Grund wurden dem Domkapitel bereits Einschränkungen in der Wahlfreiheit auferlegt. Andere Dokumente, darunter die am 23. Mai 1252 für das gesamte befriedete Deutschland erwirkte Wahlfreiheit, die sich Würzburg am 29. August 1253 explizit nochmals von Papst Innozenz IV. für sich bestätigen ließ, sprechen wiederum für die Rechtmäßigkeit der Wahl. Die Wahl wurde außerdem vom Metropoliten, dem Mainzer Erzbischof Gerhard I. Wildgraf von Dhaun bestätigt. Zu diesem Zeitpunkt war der Mainzer Erzbischof allerdings selbst exkommuniziert. Papst Alexander IV. akzeptierte schließlich Iring als neuen Bischof. Heinrich von Leiningen gab sich trotz schwindender Unterstützung nicht geschlagen und vertrieb Iring im Mai 1255 aus Würzburg. Am 4. Januar 1256 entschieden die Kardinäle Hugo von S. Sabina, Richard von SS. Angeli und Petrus von S. Giorgio in Velabro in Anwesenheit Irings und Vertretern des Heinrich und des Domkapitels zugunsten von Iring. Dieser befand sich spätestens am 31. Juli 1256 wieder in Würzburg.

## Iring als Bischof
Iring hatte sich in seiner Zeit als Bischof mit der aufstrebenden Stadt Würzburg auseinanderzusetzen, die in Hoffnung auf größere Autonomie zunächst auch Heinrich von Leiningen favorisierte. Ausdruck des Strebens nach mehr Freiheiten war der Beitritt Würzburgs in den Ersten Rheinischen Städtebund. 1261 wurden Kompetenzstreitigkeiten zwischen Stadt und Bischof mit Hilfe von Vermittlern aus dem Domkapitel und den Grafen von Rieneck und Castell samt einigen Hochstiftministerialen geschlichtet. Dennoch brachen 1265 in der Stadt Kämpfe aus, die durch verschiedene zuvor geschlossene Bündnisse zahlreiche Parteien in die Konflikte verwickelten. Unter Vermittlung von Albertus Magnus wurde am 26. August 1265 ein Friedensvertrag geschlossen, der auf eine erneute Bestätigung der Vereinbarungen von 1261 hinauslief.
Mit den Nachbarn außerhalb der Bistumsgrenzen pflegte Iring friedliche Beziehungen. Er erwarb 1258 die Lehenshoheit über Besitzungen des Würzburger Ministerialen Heinrich von Waltrams, die im Allgäu liegen und die spätere Grundlage der Herrschaft Waltrams bildeten.
Iring weihte am 24. September 1256 persönlich den Georgsaltar in der Würzburger Schottenkirche. Andere Weihehandlungen wurden vertretungsweise von Weihbischöfen vorgenommen. Es wurden erstmals wieder Diözesansynoden abgehalten. 1262 macht ihn Papst Urban IV. zum Beschützer des Schottenklosters St. Jakob in Regensburg. Mit dem Augustinerkloster Würzburg siedelte sich in Würzburg ein vierter Bettelorden an.
Er ist von Papst Urban IV. mit der Weihe des Kulmer Bischofs Friedrich von Hausen beauftragt worden.
Iring starb am 2. November 1265 wahrscheinlich in Würzburg. Sein Grab im Würzburger Dom ist heute nicht mehr vorhanden.